# Bitwa morska pod Pulą
Bitwa morska pod Pulą – starcie zbrojne, które miało miejsce 7 maja 1379 r. w trakcie IV wojny wenecko-genueńskiej o panowanie na Morzu Śródziemnym, w okolicy chorwackiego miasta Pula w rejonie Istrii.

## Kulisy wojny
Dnia 30 maja 1378 r. flota wenecka pod wodzą admirała Vettora Pisani odniosła zwycięstwo nad Genueńczykami w bitwie pod Anzio. Genueńczycy w sojuszu z Węgrami oraz niektórymi ludami północnej Italii starali się podjąć oblężenie Wenecji i zmusić miasto do kapitulacji. Jesienią 1378 r. flota genueńska pod wodzą admirała Luciano Dorii wtargnęła na wody Adriatyku, wspierając operację wojsk patriarchy Akwilei i sprzymierzonych wojsk węgierskich w Dalmacji. Tu też flota Dorii przeczekała zimę.
Tymczasem flota wenecka jesienią 1378 r. powróciła z Cypru, gdzie daremnie próbowała wypędzić Genueńczyków z Famagusty. Wenecjanie zimę spędzili na swoich okrętach w okolicy Puli.

## Bitwa
Wiosną 1379 r. Genueńczycy spalili miejscowości Grado i Caorle, po czym w dniu 7 maja pojawili się w okolicy Puli. Wenecki admirał Vettor Pisani był świadomy przewagi liczebnej wroga i chciał uniknąć bitwy, jednak kapitanowie jego okrętów namówili go do ataku na pokryte lodem jednostki genueńskie. Pomimo nieuporządkowanego szyku floty weneckiej, w walce to właśnie Pisani był górą. Zdobyto genueński okręt flagowy, zabijając m.in. głównodowodzącego flotą genueńską Luciano Dorię. W tym decydującym momencie, zamiast wycofać swoje szczupłe siły, Wenecjanie wplątali się w przewlekłe walki. Brat zabitego Luciana, Ambrogio Doria, przejął dowodzenie nad flotą i całymi siłami zaatakował Wenecjan, całkowicie ich rozbijając.

## Po bitwie
Straty weneckie wyniosły 700 zabitych oraz 2 400 jeńców z których 800 po bitwie zgładzono. 15 weneckich galer wpadło w ręce Genueńczyków. Pisani dysponując zaledwie 7 galerami wrócił do Wenecji. Tam skazano go za klęskę na 6 miesięcy więzienia, pozbawiając go praw publicznych na okres 5 lat. Admirał objął jednak ponownie dowodzenie, gdy tylko Wenecja stała się celem nowego ataku wroga. Pod Chioggia admirał odciął flotę genueńską w lagunie, po czym doszczętnie rozbił pod Brontolo. Miasto Chioggia zostało odzyskane ostatecznie przez Wenecjan w czerwcu 1380 r. Pomimo porażki Wenecjan pod Pulą, nadal mieli oni przewagę na lądzie, co przyczyniło się w końcu do zwycięskiego zakończenia konfliktu.